# ラヴェーオ
ラヴェーオ（伊: Raveo）は、イタリア共和国フリウリ＝ヴェネツィア・ジュリア州ウーディネ県にある、人口約400人の基礎自治体（コムーネ）。

## 名称
標準イタリア語以外では以下の名称を持つ。
- フリウリ語: Raviei

## 地理

### 位置・広がり

#### 隣接コムーネ
隣接するコムーネは以下の通り。
- エネモンツォ
- ラウコ
- オヴァーロ
- ソッキエーヴェ
- ヴィッラ・サンティーナ

### 気候分類・地震分類
ラヴェーオにおけるイタリアの気候分類 (it) および度日は、zona F, 3399 GGである。
また、イタリアの地震リスク階級 (it) では、zona 2 (sismicità media) に分類される。